# Acrotylus junodi
Acrotylus junodi är en insektsart som beskrevs av Schulthess Schindler 1899. Acrotylus junodi ingår i släktet Acrotylus och familjen gräshoppor.

## Underarter
Arten delas in i följande underarter:
- A. j. junodi
- A. j. aureus